# The Pavilia Bay Tower 1
La The Pavilia Bay Tower 1 est un gratte-ciel en construction à Hong Kong en Chine. Il s'élèvera à 181 mètres. Son achèvement est prévu pour 2018. 